# Federico Gentili Di Giuseppe

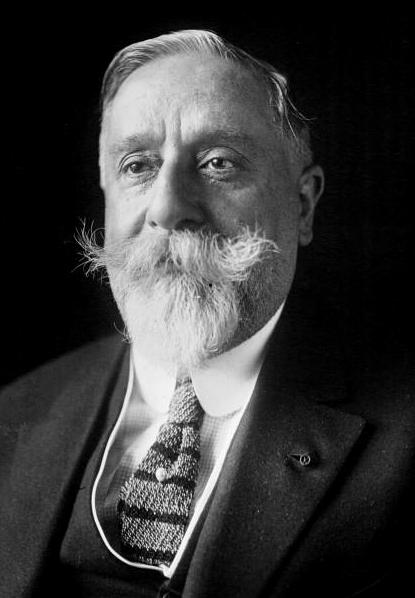
Federico Gentili Di Giuseppe el 1921

Federico Gentili Di Giuseppe, també conegut com a Frédéric Gentili di Giuseppe (Vittorio Veneto, 24 de març de 1868 - París, 20 d'abril de 1940) va ser un home de negocis i col·leccionista d'art vènet.

## Biografia
Federico Gentili di Giuseppe nasqué el 1868 al si d'una família benestant de confessió jueva, fill de Giuseppe i de Carolina Gentili di Giuseppe.
Es casà amb Emma de Castro, amb qui tingué dos fills: Marcello (nascut el 1901) i Adriana (nascuda el 1903).
Durant els anys 20 s'instal·là a París. Feu traduccions d'escrits de Stendhal en italià i dedicà molta energia al col·leccionisme d'obres d'art i arribà així a posseir 150 pintures italianes (entre els quals el famós Cristo portacroce de Girolamo Romani).
El 1922 comprà un telescopi construït per Emile Schaër cap a 1910; aquest fou donat el 1946 a l'Observatori del Pic del Migdia pel seu fill Marcel(lo) per a agrair la protecció que l'indret li oferí durant la Segona Guerra Mundial a partir de 1942.

## La seva col·lecció d'art
Arran de diversos deutes contrets per Gentili di Giuseppe i d'una demanda a la tardor de 1940 les seves possessions foren venudes a l'Hôtel Drouot a París a l'abril de 1941. La família hagué d'exiliar-se arran de la persecució nazi.
El museu del Louvre adquirí aleshores cinc obres que els descendents de Federico Gentili di Giuseppe van recuperar després d'una resolució favorable del tribunal de París del 2 de juny de 1999.